# أحفاث سامة (فصيلة فرعية)
الأحفاث السامَّة (الاسم العلمي: Elapinae) هي فصيلة فرعية من الزواحف تتبع فصيلة أماميات الأخاديد من رتبة الحرشفيات.

## أجناس فُصَيلة الأحفاث السامة
- الناشر (الكوبرا) الحقيقي